# Myzon z Chen
Myzon z Chen (stgr. Μύσων ὁ Χηνεύς; VI w. p.n.e.) – grecki myśliciel, zaliczany przez Platona do siedmiu mędrców starożytnej Grecji.

## Życiorys
Według Diogenesa Laertiosa był synem Strymona, który miał być tyranem w swym kraju. Pochodził z mało znanej wsi Chene (stgr. Chenai, łac. Chenae). Autorzy przytaczani przez Laertiosa nie byli zgodni co do jej lokalizacji; mogła znajdować się w górach Oita we Ftiotydzie, bądź też w Lakonii, w Arkadii albo nawet na Krecie. 
Według zachowanego przekazu, w odpowiedzi udzielonej Anacharsisowi wyrocznia delficka uznawała go za najmądrzejszego z ludzi, wyjaśniając: „Duch w nim bowiem jest bardziej do wzniosłych myśli sposobny”. Kiedy zaintrygowany tym Anacharsis udał się do niego, zastał go latem przy naprawie pługa, a zwróciwszy uwagę, że teraz nie czas na orkę, otrzymał odpowiedź: „Ale pora na przygotowanie się do niej” (wg Diogenesa Laertiosa 1, 106). Podobnie zagadnięty w Sparcie dlaczego śmieje się, choć nikogo przy nim nie ma, Myzon miał odpowiedzieć: „Właśnie dlatego” (Diogenes Laertios 1, 108).
Jedyne znane i przytaczane z jego powiedzeń: „Trzeba badać nie sprawy na podstawie słów, ale słowa na podstawie spraw, bo nie z powodu słów dochodzą do skutku sprawy, ale z powodu spraw – słowa” (Diogenes Laertios 1, 108).
Myzon nie cieszył się jednak nadmierną sławą, stąd też wiele jego powiedzeń miało być niesłusznie przypisywanych tyranowi Pizystratowi. Zmarł w wieku 97 lat.